# Scamandra diana
Scamandra diana är en insektsart som beskrevs av William Lucas Distant 1892. Scamandra diana ingår i släktet Scamandra och familjen lyktstritar. Inga underarter finns listade i Catalogue of Life.